# Eumelea antipnoa
Eumelea antipnoa là một loài bướm đêm trong họ Geometridae.